# Domnin de Vienne
Pour les articles homonymes, voir Saint Domnin.
Domnin est un évêque de Vienne de la première moitié du VIe siècle. Il est considéré comme saint de l'Église catholique romaine.

## Biographie
Domnin (Domninus, Domnnus, Dominini) est un évêque du diocèse de Vienne, présent dans le catalogue de l'évêque Adon de Vienne (799-875),,.
Ulysse Chevalier indique qu'il est « aussi remarquable par sa science que par sa sainteté, au témoignage d'Adon ». Louis Duchesne mentionne simplement qu'il est connu par une inscription.
L'épitaphe de saint Domnin est donnée pour l'année 534.

## Culte
Considéré comme saint, Domnin figure dans le calendrier liturgique du diocèse de Grenoble-Vienne le 1er juillet, aux côtés de saint Martin et de tous les anciens évêques de Vienne. Il était célébré anciennement à la date du 3 novembre, notamment chez les Bollandistes.